# La Copine de mon meilleur ami
Pour plus de détails, voir Fiche technique et Distribution.
La Copine de mon meilleur ami ou La Copine de mon ami au Québec (titre original : My Best Friend's Girl) est un film américain réalisé par Howard Deutch, sorti en 2008.

## Synopsis
Sherman "Tank" Turner (Dane Cook) est un Cupidon des temps modernes. Lorsqu'un homme se retrouve seul et veut à tout prix regagner le cœur de celle qui l'a laissé tomber, il fait appel à Tank. La méthode de celui-ci est simple : il fait en sorte de draguer la fille en question, puis s'arrange pour lui proposer un rendez-vous galant et fait l'impossible pour que tout tourne au fiasco. C'est ainsi que la fille se rend compte de la valeur de l'ex petit-ami et qu'elle retourne dans ses bras.
Tank, lui, partage un appartement avec son cousin (Jason Biggs). Celui-ci en pince pour une de ses collègues de travail, Alexis (Kate Hudson). Le jour où il lui déclare sa flamme, elle ne le prend pas au sérieux. Il décide donc de faire appel aux services de Tank. Mais lui ne se doute pas qu'il finira par tomber amoureux d'elle...

## Fiche technique
- Titre original : My Best Friend's Girl
- Réalisation : Howard Deutch
- Scénario : Jordan Cahan
- Musique : John Debney
- Directeur de la photographie : Jack N. Green
- Montage : Seth Flaum
- Distribution des rôles : Freddy Luis, Anne McCarthy, Jay Scully et Maura Tighe
- Création des décors : Jane Ann Stewart
- Direction artistique : T.K. Kirkpatrick
- Décorateur de plateau : Kyra Friedman
- Création des costumes : Marilyn Vance
- Budget : 20 millions de dollars
- Box-office  États-Unis : 19 219 250 dollars [1]
- Box-office  France : 138 686 entrées[2]
- Box-office  Mondial : 34 787 111 dollars [1]
- Pays :  États-Unis
- Distributeurs : Lionsgate (États-Unis), Metropolitan Filmexport (France)
- Durée : 101 minutes (version cinéma), 112 minutes (version non censurée)
- Genre : Comédie
- Dates de sortie en salles :
  -  Grèce : 16 septembre 2008
  -  Russie : 18 septembre 2008
  -  États-Unis : 19 septembre 2008
  -  France : 19 août 2009

## Distribution
- Dane Cook (VF : Emmanuel Curtil ; VQ : Frédéric Paquet) : Sherman « Tank » Turner
- Kate Hudson (VF : Déborah Perret ; VQ : Camille Cyr-Desmarais) : Alexis
- Jason Biggs (VF : Serge Faliu ; VQ : Olivier Visentin) : Dustin
- Alec Baldwin (VF : Bernard Lanneau ; VQ : Marc Bellier) : Professeur William Turner, le père de Tank
- Lizzy Caplan (VF : Marie-Eugénie Maréchal ; VQ : Violette Chauveau) : Ami, la colocataire d'Alexis
- Diora Baird (VQ : Aline Pinsonneault) : Rachel, la sœur d'Alexis
- Taran Killam (VF : Damien Ferrette) : Josh, le portier de Rachel
- Malcolm Barrett : Dwalu, collègue de Tank au call center
- Riki Lindhome (VQ : Julie Burroughs) : Hilary, la catholique pratiquante
- Mini Anden (VF : Barbara Villesange ; VQ : Viviane Pacal) : Lizzy une des filles d'un soir de Tank
- Sally Pressman : Courtney, la coiffeuse
- Faye Grant : Merrilee, la mère d'Alexis et de Rachel
- Richard Snee : Brian, le père d'Alexis et de Rachel

## Critiques
Bien qu'en apparence, ce film ressemble beaucoup à Hitch, ce n'est en aucun cas un plagiat. Dans Hitch, Will Smith joue le rôle d'un type qui crée des couples tandis que dans My Best Friend's Girl, Dane Cook raccommode des couples en mauvaise pente ou totalement brisés.
La bande son contient un extrait de The man comes around de Johnny Cash.